# 中央線 (道路)

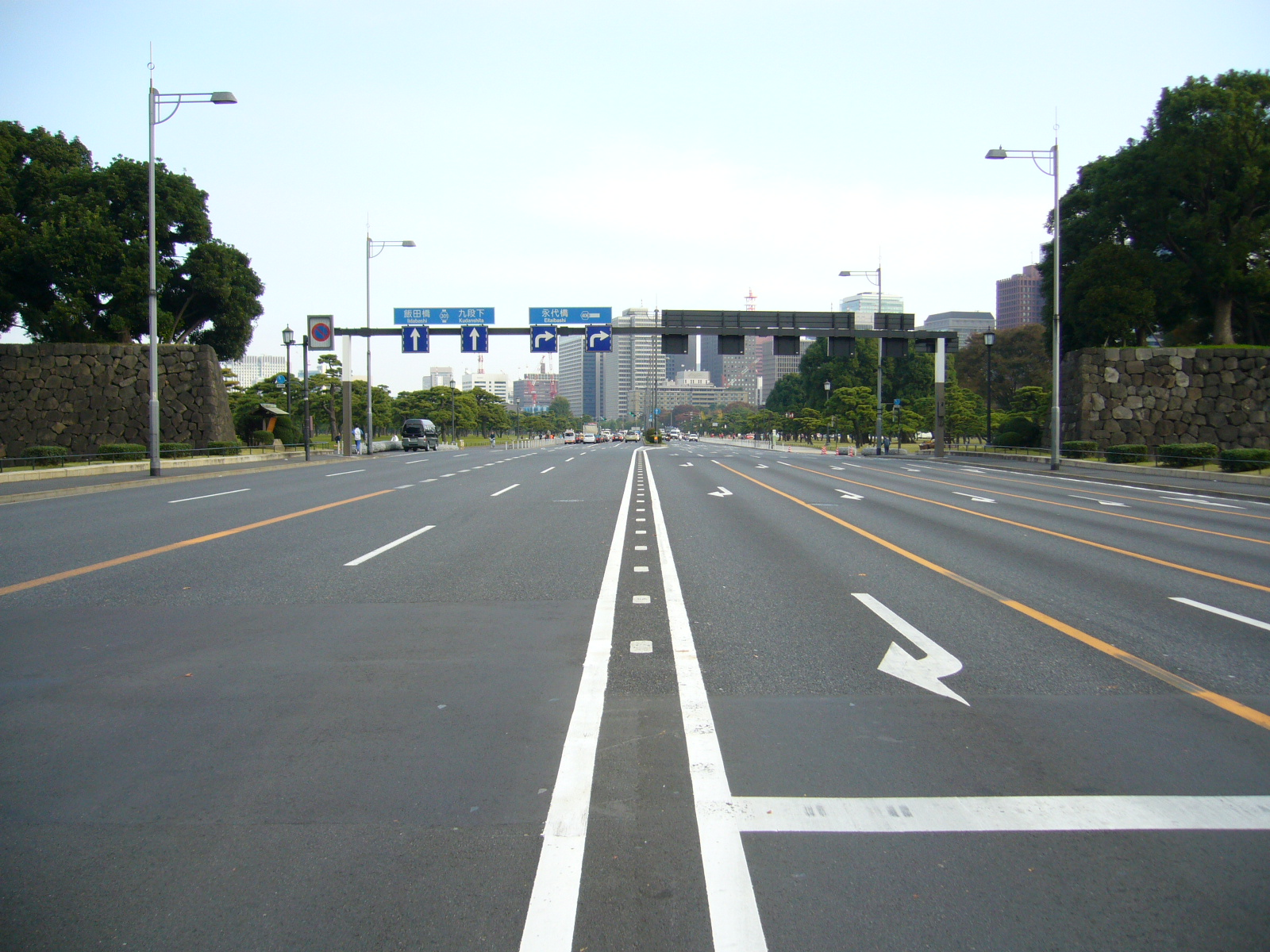
内堀通り（東京）における中央線

中央線（ちゅうおうせん）、またはセンターライン（英語: center line）とは、自動車などの通行を方向別に区分するため、道路に標示された線、または設置された構造物のことである。

## 日本

中央線の道路標識

走行方向と対向車線の境界を表している。特にガードレールや植え込みなどの構造物を設置したものは「中央分離帯」といい、線だけを引いたものを「中央線」と呼び分けることが多いが、法令上はどちらも中央線である。なお、中央線は必ずしも道路の中央に引かれているとは限らない。交通量または車線数の違いによって片寄って引かれているところもある。
道路標示による中央線は、白線の実線か破線、または黄色の実線が引かれていて、黄色の破線は存在しない。片側が2車線以上の道路では、白の実線が引かれていることが多く、片側1車線の道路では白の破線あるいは、黄色の実線が引かれていることが多い。中央線が白色破線の場合は、道路の左側部分が6m未満である場合が殆どのため前方の走行車を追い越す際に車線をはみ出して走行しても良いが、白色実線の場合は道路の左側部分が6m以上である場合が殆どのため不可能となる。他方の黄色実線の場合は、道路の幅にかかわらず追い越す際に車線をはみ出すことが禁じられる。
また、中央線は1本線とは限らず、坂道や急カーブがある道路では異なる2本の線が引かれている場合がある。この場合、走行車線側の線が走行方向の規制車線で、対向車線側の線は対向車線側の規制線を示している。例えば、中央線に黄色の実線と白色の破線の2本の線が引かれていた場合は、黄色の実線側の車線は中央線をはみ出して追越しをすることが禁じられており、白色の破線側の対向する車線は追い越しの際にはみ出して走行することができる。

### 中央線変移

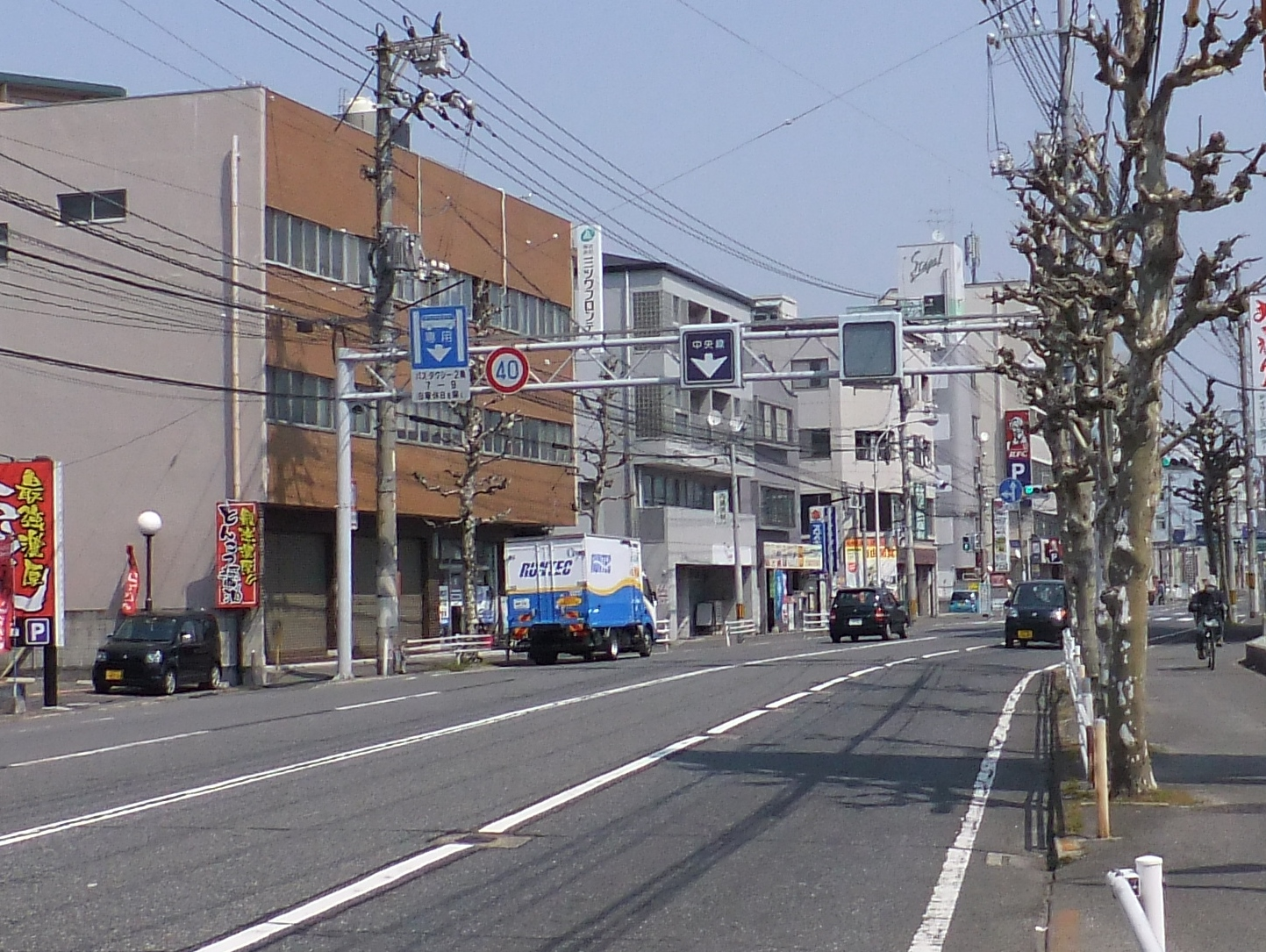
宮島街道（廃止済）におけるリバーシブルレーン

合計3車線以上の車線を有する道路において、時間帯などの条件により中央線の位置が移動するタイプがある。これを中央線変移といい、中央線が移動した結果によって進行方向が変わる車線（レーン）を可逆車線（リバーシブルレーン）という。
主に道路幅員を十分に確保できない箇所で道路を効率的に活用し、特定の時間帯において交通量が特に多い方向が存在する道路で渋滞対策のために設置される交通規制で、その時々の中央線は可変標識や自発光式道路鋲によって示される。
中央線変移のシステムはドライバーの誤認による逆走を招きやすく正面衝突の危険性が増すことや、設備費用がかさむため、2000年時点では全国に35区間存在したが2023年には9都県の19区間となっており、全国的に廃止が進みつつある。